# ملك الخنازير
ملك الخنازير (بالكورية: 돼지의 왕)؛ هو مسلسل كوري جنوبي من بطولة كيم دونغ ووك، كيم سونغ كيو وتشاي جونغ آن. تم عرضه المسلسل على منصة تيفينج يومي السبت والاحد من 18 مارس إلى 22 أبريل 2022.

## القصة
كيونج مين تعرض لصدمة عنف مدرسي منذ 20 سنة لكنه أخفى مشاعره ويبدو كشخص سعيد بحياته ومع زوجته لكن يتسبب حادث بظهور مشاعره المخبأة. بتلك الاثناء يتلقى المحقق “ جونج سوك “ رسائل غامضة من صديق عرفه منذ 20 سنة تذكره بحادثة العنف المدرسي فيتعقب الرسائل ويحاول منع وقوع المزيد من حوادث القتل . 

## الحلقات
| الحلقات   | تاريخ العرض   | عنوان           | العرض    |
| الحلقة 1  | 18 مارس 2022  | مقدمة الانتقام  | 55 دقيقة |
| الحلقة 2  | 18 مارس 2022  | أول انتقام      | 44 دقيقة |
| الحلقة 3  | 25 مارس 2022  | تمهيدا للمطاردة | 57 دقيقة |
| الحلقة 4  | 25 مارس 2022  | بداية التتبع    | 57 دقيقة |
| الحلقة 5  | 1 أبريل 2022  | اعتراف          | 57 دقيقة |
| الحلقة 6  | 1 أبريل 2022  | الانتقام الثاني | 54 دقيقة |
| الحلقة 7  | 8 أبريل 2022  | صديق اخر        | 54 دقيقة |
| الحلقة 8  | 8 أبريل 2022  | الهدف الثالث    | 58 دقيقة |
| الحلقة 9  | 15 أبريل 2022 | الهدف الرابع    | 50 دقيقة |
| الحلقة 10 | 15 أبريل 2022 | ملك الخنازير    | 65 دقيقة |
| الحلقة 11 | 22 أبريل 2022 | الماضي والحاضر  | 53 دقيقة |
| الحلقة 12 | 22 أبريل 2022 | الهدف الأخير    | 64 دقيقة |

## روابط خارجية
- الموقع الرسمي
 باللغة الكورية
- ملك الخنازير على موقع IMDb (الإنجليزية)
- ملك الخنازير على موقع ليتربوكسد (الإنجليزية)
- ملك الخنازير على موقع كينوبويسك (الروسية)
- ملك الخنازير على موقع قاعدة بيانات الفيلم (الإنجليزية)
- ملك الخنازير على هانسينما